# Kamienica przy ulicy Krupniczej 7 we Wrocławiu
Kamienica przy ulicy Krupniczej 7 – zabytkowa kamienica we Wrocławiu, przy ulicy krupniczej.

## Historia kamienicy
Kamienica została wzniesiona w kwartale rozciągającym się pomiędzy ulicami Pawła Włodkowica, Krupniczą i św. Antoniego. Kwartał, od XVII wieku zajmował zespół budynków funkcjonalnie służący ludności żydowskiej, głównie przyjezdnym kupcom. Znajdowały się tu dwukondygnacyjne szachulcowe domy z zajazdami, wozowniami i stajniami na parterze oraz składnice towarów i bożnice. Na piętrach znajdowały się małe pomieszczenia mieszkalne, w których mieszkali szamesi będący oficjalnymi przedstawicielami kupców żydowskich. W nocy z 20 na 21 czerwca 1749 doszło do katastrofy - piorun uderzył w basztę stojącą w pobliżu, przy dzisiejszej ul. Włodkowica. W jej wnętrzu znajdowało się dwa tysiące beczek prochu, które eksplodowały, znosząc z powierzchni ziemi okoliczną zabudowę, w tym drewniane domy przy Graupenstraße (dzisiejszej Krupniczej). Po tej katastrofie na miejscu zniszczonych wybudowano nowe domy. W latach 1840-1860 kamienice w zachodniej pierzei ulicy zostały poddane przebudowie w związku z modernizacją okolicy: nową zabudową pl. Wolności, otwarciem dworca Świebodzkiego, Królewskiego Sądu, oraz Nowej Giełdy. Powstałe wówczas obszerne, najczęściej dwutraktowe kamienice, reprezentują wczesną fazę historyzmu od form klasycystycznych poprzez neorenesans do neogotyckich.
Kamienica na działce nr 7 została wzniesiona w 1855 roku (wg. Agnieszki Zabłockiej-Kos) lub w 1863 roku według projekty dwóch architektów: E. Kluge i H. Zuppett  dla Emila Sachsa. 

## Opis architektoniczny
Kamienica zaprojektowana została jako budynek trzypiętrowy z użytkowym poddaszem, trójtraktowy, o dziewięcioosiowej fasadzie, pokryty dachem dwuspadowym w układzie kalenicowym, w 1905 roku zmienionym na dach mansardowo-pulpitowy. Pierwotnie część parterowa była prawdopodobnie boniowana. Dwie skrajne osie wyróżnione są pseudoryzalitem z oknami na trzeciej kondygnacji ujętymi oślim grzbietem i dekorowanymi maswerkami. Pozostałe okna I i II kondygnacji przesklepione są łukowymi obdasznicami ozdobionymi akroteriami i otoczone tynkowanymi opaskami. Okna trzeciej kondygnacji są prostokątne, zakończone odcinkowo i wsparte na gzymsie międzykondygnacyjnym. W części poddasza znajdują się małe prostokątne okienka a między nimi umieszczono proste wsporniki podtrzymujące masywny gzyms koronujący.   
W osi centralnej znajduje się brama prowadząca do sieni przelotowej a dalej do klatki schodowej. Komunikacja między piętrami zapewnia dwubiegowa, pierwotnie drewniana obecnie metalowa klatka schodowa ze spocznikami, oparta na belkach stalowych, z drewnianymi stopniami. Stropy w piwnicy pierwotnie były sklepione krzyżowo i kolebkowo; w 1905 roku zostały one zastąpione stropami odcinkowymi.      
W 1878 roku do budynku doprowadzono instalacje wodną i kanalizacyjną. W latach 1887-1889 przeprowadzono przebudowanie pomieszczeń na parterze oraz zmieniono wystrój elewacji usuwając boniowanie. W latach 1904-1905 przeprowadzono kolejne przebudowy wnętrz: wymieniono schody z drewnianych na metalowe oraz więźbę dachową. Kolejny remont pomieszczeń parterowych miał miejsce w 1935 roku. 

## Po 1945
Kamienice przetrwały działania wojenne w 1945 roku. W 1957 roku wyremontowano elewację. W latach 2007-2009 przeprowadzono gruntowny remont pierzei zachodniej ulicy Krupniczej
W budynku od początku lat 90. XX wieku  znajduje się specjalistyczny sklep "Wina i specjały" a wcześniej znajdował się w nim sklep z obuwiem.  